# أشيتكوفو
أشيتكوفو (بالروسية: Ашитково) هي مدينة في مقاطعة موسكو أوبلاست في روسيا.